# Lycée privé Sainte-Geneviève
A Lycée privé Sainte-Geneviève Versailles-ban található, a nagy iskolák számára felkészítő osztályokat kínáló magánlíceum, amelyet a jezsuiták alapítottak Párizsban 1854 áprilisában. Gyakran „Ginette”-nek, néha „BJ”-nek is becézik, ami „Boîte à Jèzes”-t („Jezsuiták doboza”) jelent.
Sainte-Geneviève arról híres, hogy a legszelektívebb francia grandes écoles mérnöki (École Polytechnique, Mines ParisTech, École des Ponts ParisTech és CentraleSupélec) és kereskedelem (HEC Paris, ESSEC Business School, ESCP Business School).

## Ismert diákok
- Pierre Savorgnan de Brazza (1852–1905) olasz felfedező
- Hubert Lyautey (1854–1934) francia tábornok, politikus
- Louis Franchet d’Espèrey (1856–1942) francia tábornok
- Charles de Foucauld (1858–1916) francia szerzetes, pap, nyelvész
- Jean de Lattre de Tassigny (1889–1952) francia tábornok
- Philippe „Leclerc” de Hauteclocque (1902–1947), francia tábornok
- Jean-Marie Bastien-Thiry (1927–1963) francia katonatiszt, a Francia Légierő hadmérnök alezredese
- Bernard Fresson (1931–2002) francia színész
- Stanislas Dehaene (1965–) francia pszichológus, a Collège de France professzora